# Берестовская, Диана Сергеевна
Диа́на Серге́евна Бересто́вская (укр. Діана Сергіївна Берестовська; 26 мая 1934, Воронеж — 7 января 2020, Симферополь) — советский, украинский и российский культуролог и филолог, кандидат филологических наук, доктор философских наук, профессор.
Заслуженный работник культуры Автономной Республики Крым, заслуженный профессор Таврического национального университета им. В. И. Вернадского, заведующая кафедрой культурологии и религиоведения философского факультета Таврической академии Крымского федерального университета им. В. И. Вернадского, действительный член Европейской академии естественных наук.

## Биография
Родилась 26 мая 1934 года в Воронеже. Отец — Сергей Степанович Берестовский, типограф, в начале 1930-х годов был командирован из Симферополя в Воронеж по проблемам «Союзбумсбыта». В 1940 году семья вернулась в Симферополь, где пережила немецко-фашистскую оккупацию. Отец работал в типографии, в которой тайно печатались партизанские листовки. Брат Анатолий был угнан в Германию, работал на заводе в Мюнхене, освобождён американцами, служил в армии до 1950 года.
В 1951 году окончила с золотой медалью Первую среднюю женскую школу им. К. Д. Ушинского г. Симферополя. В 1956 году окончила историко-филологический факультет Воронежского государственного университета по специальности «русская филология». Трудовую деятельность начала преподавателем русского языка и литературы в школах Симферополя, затем завучем и заместителем директора (1956—1969). В это же время занималась написанием кандидатской диссертации на тему «Литературно-критические взгляды С. Н. Сергеева-Ценского», которую защитила в 1972 году во Всесоюзном педагогическом институте им. В. И. Ленина (г. Москва) с присуждением  степени кандидата филологических наук. Работала в Симферопольском высшем военно-политическом училище, где прошла путь от старшего преподавателя до профессора: с 1969 года — старший преподаватель, с 1976 — доцент кафедры философии, с 1991 по 1993 — профессор кафедры украиноведения.
В 1990 году защитила диссертацию на степень доктора философских наук. Тема докторской диссертации — «Философско-этический анализ категорий героического и трагического в современной художественной прозе писателей фронтового поколения». По этой теме было выпущено 3 монографии, последняя — в 2005 году, к 60-летию Победы в Великой Отечественной войне. В 1992 году было присуждено звание профессора. С 1960 года Д. С. Берестовская связана с Симферопольским государственным университетом им. М. В. Фрунзе: вначале вела практические занятия на кафедре русского языка и литературы, а с 1994 года работала профессором на кафедре украинской и зарубежной культуры. В 1996 году стала заведующей кафедрой украинской и зарубежной культуры Таврического национального университета им. В. И. Вернадского.
В 2000 году по инициативе Д. С. Берестовской и при поддержке ректора ТНУ им. В. И. Вернадского, академика Н. В. Багрова открыта специальность «Культурология» на философском факультете ТНУ им. В. И. Вернадского.
В 1999—2014 годах — заведующая кафедрой культурологии Таврического национального университета им. В. И. Вернадского; в 2014—2017 годах — заведующая кафедрой культурологии и религиоведения Таврической академии Крымского федерального университета им. В. И. Вернадского.
Умерла 7 января 2020 года.

## Научная деятельность
Круг научных интересов — культурология, философия культуры, проблема синтеза искусств, эстетика русских религиозных философов начала XX века, культура народов Крыма и Украины.
В течение десяти лет (1998—2009) возглавляла, а затем была членом гуманитарного направления Крымского научного центра НАН Украины (до 2014 года). В 2001—2009 годах — руководитель секции «Культура и образование» Международного симпозиума «Человек и христианское мировоззрение». С 1997 года — заместитель председателя редакционного совета журнала «Культура народов Причерноморья». С 2007 года — заместитель председателя симферопольского общественного совета научно-практического журнала «Личность. Культура. Общество». Член редколлегии ряда научных журналов. Организатор научных чтений «Культура народов Причерноморья с древнейших времен до наших дней». Член специализированных учёных советов по защите докторских диссертаций — философского и филологического, с момента их организации. Действительный член Европейской академии естественных наук (Ганновер, Германия). С 2008 года — председатель Специализированного учёного совета по защите диссертаций на звание кандидата культурологии. В 2016 году возглавила Крымский филиал Некоммерческого партнёрства «Научно-образовательное культурологическое общество».
Под руководством профессора Д. С. Берестовской защищены докторская и 17 кандидатских диссертаций.

### Труды
За период педагогической деятельности в высших учебных заведениях опубликовала ряд учебных пособий по проблемам культуры. Среди них:
- «Мировая и отечественная культура» (1993 г.)
- «Украинская и зарубежная культура» (1997 г.)
- «Античная художественная культура» (2003 и 2011 гг.)
- «История формирования и развития философии культуры» (2006 г.)
- «Мыслители XX века о культуре» (2010 г.)
- «Синтез искусств в художественной культуре» (2010 г.)
- «История художественной культуры Западной Европы и США XX века» (2011 г.) и другие.

Большой работой явилась книга «Культурология», имеющая гриф МОН Украины (09.07.03 № 1/11 — 2861) и выдержавшая два издания (2003 г и 2005 г.).
Более ста статей опубликованы в различных сборниках, альманахах, журналах, в том числе изданиях ВАК.
В 2008 году вышел юбилейный сборник журнала «Культура народов Причерноморья» — Берестовская Д. С. Избранные статьи. Философия. Культурология. Филология. — 2008. — № 150. — 130 с.

## Семья
Бывший муж — Геннадий Иванович Золотухин (1931—2008), историк, организатор музея А. Грина в Феодосии, директор Музея-заповедника А. С. Пушкина «Болдино» (1979—2001), заслуженный работник культуры Российской Федерации (1996), награждён медалью Пушкина (1999).
- Дочь — Вероника Геннадиевна Шевчук (род. 1958, Симферополь), заслуженный художник АР Крым, кандидат философских наук, доцент кафедры декоративного искусства Крымского инженерно-педагогического университета[11][12].

- Внучка — Мария Алексеевна Шевчук-Черногородова (род. 1982, Симферополь), художник, кандидат филологических наук, доцент кафедры теории и практики перевода Института иностранной филологии Таврической академии КФУ им. В. И. Вернадского.

## Награды и звания

### Почётные звания
- Ветеран труда СССР (1986).
- Заслуженный работник культуры Автономной Республики Крым (1999),
- Почётный профессор ТНУ имени В. И. Вернадского (2004).

### Награды
- Медаль «Ветеран Труда СССР» (1987).
- Медаль «Заслуженный работник культуры Автономной Республики Крым» (1999).
- Медаль «Леонардо да Винчи» Европейской академии естественных наук (2009).
- Диплом Европейской академии естественных наук за достижения в области культуры (2009) — за особый вклад в гармонизацию науки и культуры[15].
- Медаль «За доблестный труд» (Республика Крым, 2018) — за значительный личный вклад в развитие науки и образования в Республике Крым, многолетний добросовестный труд, высокий профессионализм и в связи со 100-летием со дня создания Таврического университета – первого крымского университета[16].